# مسجد الشهداء (يوغياكارتا)
مسجد الشهداء (بالاندونيسية: Masjid Syuhada) يقع المسجد في كوتابارو في مقاطعة يوغياكارتا.

## التاريخ
يهدف بناء مسجد الشهداء في يوجياكارتا لتلبية احتياجات المجتمع المسلم بشكل عام لوجود مكان مناسب لأداء العبادة، وتحديدا لمكافأة الجالية المسلمة في يوجياكارتا، لمساهمتها على تضخياتها الكبيرة في اندونيسيا، وهو بمثابة نصب تذكاري لاحياء ذكرى الأبطال الذين سقطوا واستشهدوا في حرب استقلال، في السابع عشر من شهر أغسطس عام 1950 وضعت تصاميم بناء المسجد، وفي الثالث والعشرين من شهر أيلول من عام 1950 الموافق الحادي عشر من شهر ذي الحجة عام 1369 هـ وباليتزامن مع عيد الأضحى وضع وزير الدفاع في جمهورية اندونيسيا حجر الأساس للمسجد، وبعد ذلك بعامين وبالضبط يوم العشرين من شهر سبتمبر من عام 1952 تم الانتهاء من بناء كامل المسجد، وكان الافتتاح الرسمي متزامن مع غرة العام الهجري الجديد من عام 1372 هـ .

## العمارة
مسجد الشهداء يجمع بين مختلف أنواع الطرز المعمارية، ويتضح في المسجد بعض أشكال التقاليد الجاوية في البناء، وتم بناء سبعة عشر درج في واجهة المسجد، وتم تجهيز المبنى أيضا بعشرين نافذة، شكل القباب هي قباب بصلية كمثل القباب التي ازدهرت في بلاد فارس والهند، القبة الرئيسية تقع في الوسط وتحيط بها قباب صغيرة في الزوايا الأربع .

## النشاط
يوفر المسجد الذي يتكون من ثلاثة طوابق فرصة للمجتمع الإسلامي لأداء مختلف الأنشطة المتعلقة بالحياة اليومية، وبصرف النظر عن كونه مركزا للعبادة، فمن المتوقع أن يكون المسجد مركز لجميع الأنشطة المجتمعية ومكان وجودها .